# فرش ملل
ملل: أو فرش ملل، منطقة تقع على طريق المدينة ينبع السريع وتبعد عن المدينة المنورة قرابة ال50 كلم، تبعد عن الفريش 5 كيلومترات من جهة الشمال. وتضم الوادي المعروف بوادي ملل، وتسكنها قبيلة الرحلة من حرب.
و وادي ملل،  (بالتحريك وبلامين): واد على ثمانية وعشرين ميلا من المدينة ينحدر من ورقان حتى يصب في سويقة من ناحية مكة.

## ماذكره المؤرخون

### ياقوت الحموي
قال یاقوت الحموی:
منزل على طريق المدينة إلى مكة، عن ثمانية وعشرين ميلاً من المدينة: وملل واد ينحدر من ورِقان جبل مزينة حتى يصب في الفرش: فرش سويقة، وهو مبتدأ ملك بني الحسن بن علي بن أبي طالب، وبني جعفر بن أبي طالب ثم ينحدر من الفرش حتى يصب في إضم، وإضم واد يسيل حتى يفرغ في البحر، فأعلى إضم القناة التي تمر دوين المدينة.
ملل: (بالتحريك، ولامين، بلفظ الملل من الملال): وهو اسم موضع في طريق مكة بين الحرمين، قال ابن السكيت في قول كثير:
قال: أراد ملل: وهو منزل على طريق المدينة إلى مكة على ثمانيه وعشرين ميلا من المدينة.
وملل: واد ينحدر من ورقان جبل مزينه حتى يصب في الفرش فرش سويقه وهو مبتدأ ملك بني الحسن بن علي بن أبي طالب وبني جعفر بن أبي طالب ثم ينحدر من الفرش حتى يصبّ في إضم، وإضم واد يسيل حتى يفرغ في البحر، فأعلى إضم القناة التي تمرّ دوين المدينة، قال ابن الكلبي: لما صدر تُبّع عن المدينة يريد مكة بعد قتال أهلها نزل ملل وقد أعيا وملّ فسمّاها ملل، وقيل لكثير: لم سمي ملل مللا؟
فقال: ملّ المقام، وقيل: فالروحاء؟ قال:
لانفراجها وروحها، قيل: فالسقيا؟ قال: لأنهم سقوا بها عذبا، قيل: فالأبواء؟ قال: تبوأوا بها المنزل، قيل: فالجحفه؟ قال: جحفهم بها السيل، قيل:
فالعرج؟ قال: يعرج بها الطريق، قيل: فقديد؟
ففكر ساعه ثم قال: ذهب به سيله قدّا، وقيل:
إنما سمي ملل لأن الماشي إليه من المدينة لا يبلغه إلا بعد جهد وملل، قال أبو حنيفه الدينوري: الملل مكان مستو ينبت العرفط والسّيال والسّمر يكون نحوا من ميل أو فرسخ، وإذا أنبت العرفط وحده فهو وهط كما يقال، وإذا أنبت الطلح وحده فهو غول وجمعه غيلان، وإذا أنبت النّصيّ والصّلّيان وكان نحوا من ميلين قيل لمعه، وبين ملل والمدينة ليلتان، وفي أخبار نصيب: كانت بملل امرأه ينزل بها الناس فنزل بها أبو عبيده بن عبد الله بن زمعه فقال نصيب:
وقرأت في كتاب النوادر الممتعه لابن جني: أخبرني أبو الفتوح علي بن الحسين الكاتب، يعني الأصبهاني، عن أبي دلف هاشم بن محمد الخزاعي رفعه إلى رجل من أهل العراق أنه نزل مللا فسأله عنه فخبر باسمه، فقال: قبح الله الذي يقول على ملل: يا لهف نفسي على ملل
أي شيء كان يتشوّق من هذه وإنما هي حرّه سوداء! قال: فقالت له صبيه تلفظ النّوى: بأبي أنت وأمي إنه كان والله له بها شجن ليس لك! 

### الفيروز آبادي
- قال أبو حنيفة الدينوري: الملل مكان مستو يُنبت العُرفط والسيال والسمر، يكون نحواً ميل أو فرسخ.[3]
- قال ابن الكلبي: لما صدر تُبّع عن المدينة يريد مكة بعد قتال أهلها، نزل ملل وقد أعيا ومل، فسماه ملل، وقيل لكُثير لم سمي ملل ُمللاً؟ قال: لأن ساكنه مل المقام به، قيل فالروحاء؟ قال: لانفراجها ورَوحها، وقيل: لان الماشي إليه من المدينة لايبلغه إلا بعد جهد وملل.[4]

### الأصفهاني
- قال: أن أبي عبيدة بن عبد الله بن زمعة (والد هند زوج عبد الله الحسن بن الحسن)، كان ينزل ملل.[5]

### المرتضى الزبيدي
ملل: (كجبل) بين الحرمين على سبعة عشر ميلا من المدينة على ساكنها السلام ومنه حديث عائشة رضي الله تعالى عنها أصبح النبي صلى الله علية وسلم بملل ثم راح وتعشى بسرف وقيل هو على عشرين ميلا من المدينة قال  قيل: إنه سمي به لأن لماشي إليه من المدينة لا يبلغه إلا بعد ملل وجهد.

### أبو عبيد البكري
قال أبو عبيد البكري المتوفى سنه: 487 هـ  وملل يميل يسرة عن الطريق إلى مكة وهو طريق يخرج إلى السيّآلة وهو أقرب من الطريق الأعظم ومن ملل إلى السيّآلة سبعة أميال، وبملل آبار كثيرة بئر عثمان وبئر مروان وبئر المهدي وبئر المخلوع وبئر الواثق وبئر السدرة وعلى ثلاثة أميال من القرية عشرة أنقرة عملت في رأس عين شبيهة بالحياض تعرف بأبي هشام وكان كثير بن عزة يقول: (إنما سميت ملل لتملل الناس بها وكان الناس لا يبلغونها حتى يملوا)، وكان يقول: "إني لأعرف لم سميت المياه بين المدينة ومكة فيذكر مللا بما ذكرناه عنه، ويقول والروحاء لاختراق الريح بها ولكثرتها ولأنها لا تخلو من ريح، والعرج لتعرج السيول لها والسقيا لما سقوا بها من الماء والأبواء لتبؤؤ السيول بها والجحفة لأنجحاف السيول بها، وقديد لتقدد السيول فيها، وعسفان لتعسف السيول هاهنا ليس لها مسيل، ومر لمرارة مياهها رواه قاسم بن ثابت عن أبي غسان محمد بن يحيى فقال وكان كثير بن العباس ينزل فرش ملل ومن ملل خارجة بن فليح المللي، ومحمد بن بشير الخارجي،
- وقال جعفر بن الزبير يرثى ابنا له مات بملل:

- وقال ابن السكيت: في قول كثير:

قال: أراد ملل وهو منزل على طريق المدينة إلى مكة على ثمانية وعشرين ميلا من المدينة.
- وملل واد ينحدر من ورقان جبل مزينة حتى يصب في الفرش فرش سويقة وهو مبتدى ملك بني الحسن بن علي بن أبي طالب وبني جعفر بن أبي طالب ثم ينحدر من الفرش حتى يصب في إضم وإضم واد يسيل حتى يفرغ في البحر فأعلى إضم القناة التي تمر دوين المدينة،
- قال ابن الكلبي: لما صدر تُبّع عن المدينة يريد مكة بعد قتال أهلها نزل ملل وقد أعيا ومل فسماها ملل.
- وقيل: لكثير لم سمي ملل مللا؟ فقال: مل المقام، وقيل: فروحاء؟ قال: لانفراجها وروحها، قيل: فسقيا: قال لأنهم سقوا بها عذبا، قيل: فالأبواء؟ قال: تبوأوا بها المنزل، قيل: فلجحفة؟ قال: جحفهم بها السيل، قيل: فالعرج؟ قال: يعرج بها الطريق، قيل: فقديد؟ ففكر ساعة!! ثم قال: ذهب به سيلة قدا، وقيل: أما سمي ملل لأن الماشي إليه من المدينة لا يبلغه إلا بعد جهد ومللز
- قال أبو حنيفة الدينوري: الملل مكان مستو ينبت العرفط، والسيال، والسمر، يكون نحوا من ميل أو فرسخ وإذا أنبت العرفط وحده فهو وهط، كما يقال وإذا أنبت الطلح وحده فهو غول وجمعه غيلان، وإذا أنبت النصي والصليان وكان نحوا من ميلين قيل لمعة وبين ملل والمدينة ليلتان، وفي أخبار نصيب كانت بملل امرأة ينزل بها الناس فنزل بها أبو عبيدة بن عبد الله بن زمعة، فقال نصيب:

- وقرأت في كتاب: «النوادر الممتعة لابن جني» أخبرني أبو الفتوح علي بن الحسين الكاتب يعني الأصبهاني عن أبي دلف هاشم بن محمد الخزاعي رفعه إلى رجل من أهل العراق، أنه نزل مللا فسأله عنه فخبر باسمه فقال قبح الله الذي يقول على ملل يا لهف نفسي على ملل أي شيء كان يتشوق من هذه وإنما هي حرة سوداء !! قال فقالت له صبية تلفظ النوى بأبي أنت وأمي إنه كان والله له بها شجن ليس لك.

((قلت)): وأبي عبيدة هذا هو:
أبي عبيدة بن عبد الله بن زمعة بن الأسود بن المطلب بن أسد بن عبد العزى جد ولد عبد الله بن حسن بن حسن بن علي بن أبي طالب.
((قلت)): وذكر أهل التاريخ والسير وغيرهم أنه لما خرج رسول الله صلى الله عليه وسلم إلى بدر سلك على نقب المدينة ثم على العقيق ثم على ذي الحليفة ثم على ذات الجيش ثم على تربان ثم على ملل.............الخ.
((وأيضا)): ذكر الطبري وغيره في تفسيره قوله تعالى : «ويسألونك عن الشهر الحرام قتال فيه» أن رسول الله صلى الله علية وسلم بعث سرية وكانوا سبعة نفر وكتب لهم كتابا وأمرهم أن لا يقرءوه حتى ينزلوا ملل .........الخ .

### قدامة بن جعفر
قال قدامه بن جعفر:
- ومن الشجرة إلى ملل وبها آبار، اثنا عشر ميلا.
- ملل وسياله: ومن ملل إلى السيّآلة وبها ماء وتباع بها الشواهين والصقور، تسعة عشر ميلا.[9]

### البکری الاندلسی
قال أبو عبيد البکری الاندلسی:
ملل: (بفتح أوّله وثانيه، بعده لام أخرى، قد تقدم تحديده في رسم الأجرد (جبل جبل يقع إلى الشمال الغربي من الفقرة) وغيره). وملل يميل يسرة عن الطريق إلى مكة، وهو طريق يخرج إلى السّيالة، وهو أقرب من الطريق الأعظم. ومن ملل إلى السّيالة سبعة أميال.
و بملل آبار كثيرة: بئر عثمان، وبئر مروان، وبئر المهدىّ، وبئر المخلوع، وبئر الواثق، وبئر السّدرة. وعلى ثلاثة أميال من القرية عشرة أنقرة، عملت في رأس عين، شبيهة بالحياض، تعرف بأبى هشام.
و كان كثيّر عزّة يقول: إنّما سمّيت ملل لتملّل الناس بها، وكان الناس لا يبلغونها حتى يملوا. وكان يقول: إنى لأعرف لم سمّيت المياه بين المدينة ومکة، فيذكر مللا بما ذكرناه عنه، ويقول:
- والرّوحاء: لاختراق الريح بها، ولكثرتها، وأنّها لا تخلو من ريح.
- والعرج: لتعرّج السّيول لها.
- والسّقيا: لما سقوا بها من الماء.
- والأبواء: لتبوّؤ السيول بها.
- والجحفة: لا نجحاف السيول بها].
- وقديد: لتقدّد السيول فيها.
- وعسفان: لتعسّف السيول هاهنا، ليس لها مسيل.
- ومرّ: لمرارة مياهها.

رواه قاسم بن ثابت عن أبى غسّان محمد بن يحيى. قال: وقال كثيّر:
[و كان كثير بن العبّاس ينزل فرش ملل]. ومن ملل خارجة بن فليح المللىّ، ومحمّد بن بشير الخارجيّ. وقال جعفر بن الزّبير يرثى ابنا له مات بملل:
و لملل الفرش المذكور، والقريش.
و بالفرش جبل يقال له صفر، أحمر كريم المغرس، وبه ردهة، وبناء لزيد بن حسن قال عمرو بن عائذ الهذلىّ:
هكذا أنشده السّكونى. والعجوزان: من الفرش، وهما هضبتان في قفا صفر.
و بها ردهة. وقال محمّد بن بشير يذكر صفرا في رثائه أبا عبيدة بن عبد اللّه ابن زمعة:
و كان زمعة- جدّ هذا المرثىّ- ابن الأسود بن المطّلب بن أسد، أحد أزواد الرّكب، وكان أبو عبيدة هذا ينزل الفرش، وكان كبير ينزل الضّيفان.
و ضاحك: (جبل) بين الفرش وبين الضّيفان، وقد ذكره ابن أذينة، فقال:
و عبّود: (جبل) بين الفريش وصدر ملل. وبطرف عبّود عين لحسن بن زيد منقطعة وبالفرش الجريب. وهو بطن واد يقال له مثعر، وهو ماء لجهينة، قد تقدّم ذكره، وذكره الأحوص، فقال:
و إلى جانب مثعر: مشجر، ماء آخر لجهينة أيضا. فأمّا الفريش ففيه آبار لبنى زيد بن حسن، وبه هضبة يقال لها عدنة. ومنزل داود بن عبد اللّه ابن أبي الكريم بعدنة.
و روى ابن أبي سليط، عن عثمان بن عفّان رضى اللّه عنه: صلّى الجمعة بالمدينة، وصلّى العصر بملل. قال مالك: وذلك للنّهجير وسرعة السّير.

### الزمخشري
قال الزمخشری:
مَلَل: موضع معروف.

### الحازمي الهمداني
قال الحازمی الهمدانی:
ملل: (بلا مين): اسم موضعٌ في طريق مكة والمدينة على الجادة، قاله الأزهري، وله ذكر في المغازي.

### عبد المومن البغدادی
قال عبد المومن البغدادی:
ملل: بالتحريك، ولامين، بلفظ الملل، من الملال: موضع في طريق مکه بين الحرمين، بينه وبين المدينة ليلتان. وهو واد ينحدر من ورقان جبل لمزينة حتى يصبّ في الفرش فرش سويقة.
و بملل آبار كثيرة: بئر عثمان، وبئر مروان، وبئر المهدى، وبئر المخلوع، وبئر الواثق، وبئر السدرة .

### البلادی الحربی
قال البلادی الحربی:
- ملل: وادٍ فحلٌ ينقضّ من جبال قدسٍ، فيمرّ على نحوٍ من أربعين كيلًا جنوب المدينة، فينضمّ إليه واديان، هما: الفريش، وتربان، فإذا اجتمعت سمّي المكان فرش ملل، ثمّ يسير ملل حتّى يصبّ في إضمٍ «وادي الحمض اليوم» غرب المدينة.
- ملل: ميمٌ فلامان وبالتّحريك: ذكر في ذي العشيرة.[15]